# Nupkins Island
Nupkins Island ist eine Insel vor der Westküste der Antarktischen Halbinsel. In der Gruppe der Pitt-Inseln liegt sie 5 km westlich von Sawyer Island.
Erstmals verzeichnet ist die Insel auf einer argentinischen Landkarte aus dem Jahr 1957. Das UK Antarctic Place-Names Committee benannte sie 1959 nach George Nupkins, einer Figur aus dem Fortsetzungsroman Die Pickwickier (1836–1837) des britischen Schriftstellers Charles Dickens.